# Jim Rash
James "Jim" Rash, född 15 juli 1971 i Charlotte i North Carolina, är en amerikansk skådespelare, komiker och filmskapare.

## Biografi
Rash är bland annat känd för att spela rollen som  Dean Craig Pelton i TV-serien Community. Vid Oscarsgalan 2012 vann han, tillsammans med Alexander Payne och Nat Faxon, en Oscar i kategorin Bästa manus efter förlaga för filmen The Descendants. Han nominerades även till en Golden Globe Award och en BAFTA Award för samma film. 2013 regidebuterade han tillsammans med Faxon med filmen The Way Way Back.

## Filmografi i urval
- 2002 – Minority Report
- 2002 – One Hour Photo
- 2002 – S1m0ne
- 2002 – Slackers
- 2002–2006 – That '70s Show (TV-serie) (6 avsnitt)
- 2003–2009 – Reno 911! (TV-serie) (14 avsnitt)
- 2004 – NCIS (TV-serie) (1 avsnitt)
- 2005 – Will & Grace (TV-serie) (1 avsnitt)
- 2009–2015 – Community (TV-serie)
- 2011 – The Descendants (manus)
- 2013 – The Way Way Back (regi, manus och skådespelare)
- 2017–2021 – Ducktales (TV-serie) (röstroll, 14 avsnitt)
- 2020 – Downhill (regi och manus)
- 2023 – That '90s Show (TV-serie) (2 avsnitt)